# Caroselli Fernet Branca
I Caroselli Fernet Branca sono stati una serie di caroselli, realizzati alla fine degli anni sessanta dallo Studio K di Firenze, per pubblicizzare l'amaro Fernet Branca.

## Storia
Tra il 1967 e il 1968 l'agenzia Opit di Milano commissionò alla casa di produzione fiorentina Studio K una serie di caroselli per pubblicizzare il noto amaro Fernet Branca. Gli spot vennero realizzati utilizzando la tecnica di animazione stop-motion grazie alla quale due blocchi di plastilina prendevano vita e si trasformavano in un omino e una donnina stilizzati che dialogando diventavano le immagini evocate dalle parole.
Per questa serie Francesco Misseri, creativo e regista (socio dello Studio K), realizzò gli storyboard, scrisse i testi e studiò la musica con il musicista Franco Godi. 
Lanfranco Baldi fece l'animazione dei due personaggi e Grazia Radicchi e Corrado De Cristoforo, attori della Rai di Firenze, dettero le voci.
Paolo Pratesi, regista dello Studio K, animò la parte finale dei caroselli e fece la regia del codino pubblicitario, mentre Massimo Pratesi curò il montaggio e l'edizione.
Infine Renzo Tarchi, direttore di produzione e socio dello Studio K, curò i rapporti  produttivi e amministrativi con l'agenzia Opit.
Successivamente l'agenzia Opit decise di portare la produzione a Milano, dove i caroselli del Fernet Branca continuarono a essere realizzati da altri produttori.
Da notare che tra il 1965 e il 1966 lo Studio K aveva già realizzato per le Distillerie fratelli Branca una serie di caroselli che pubblicizzavano l'amaro Fernet. La tecnica utilizzata era l'animazione a oggetti animati con gli oggetti tipici di una tavola da pranzo (posate, tovagliolo, bicchieri, tazzina del caffè, giornale).

## Il carosello
L'omino dice: «Oggi…oggi….mi sento un sole… un sole che splende!» 
(e intanto lui stesso si trasforma in un sole splendente).
E lei risponde: «E io…io…  neve… neve che si scioglie..» 
(e la donnina si trasforma in fiocchi di neve).
Una musica rilassante sottolinea il continuo trasformarsi delle immagini.
Alla fine di questo viaggio fatto di un continuo fluire di musica, di parole e d'immagini arriva il finale.
Lui dice «Le è piaciuto?»
«Sì…» risponde lei, «e adesso?...»
«Adesso un Fernet Branca!»
Lui si trasforma in un bicchiere e lei in un altro bicchiere mentre entra in campo la bottiglia dell'amaro Fernet Branca.

## Autori
- Agenzia pubblicitaria: Opit Milano (Dott. Ardrizzi)
- Personaggi, testi e regia: Francesco Misseri
- Musica: Franco Godi
- Voci: Grazia Radicchi – Corrado De Cristoforo
- Animazione: Lanfranco Baldi
- Regia pubblicitaria: Paolo Pratesi
- Montaggio edizione: Massimo Pratesi
- Produttore esecutivo: Renzo Tarchi